# إيفون لو رو
يفون لي روكس (بالفرنسية: Yvon Le Roux)، من مواليد 19 مارس 1960، لاعب كرة قدم فرنسي سابق. لعب مع منتخب فرنسا لكرة القدم وشارك في كأس العالم عام 1986.

## روابط خارجية
- إيفون لو رو على موقع الاتحاد الدولي (مؤرشف)  (الإنجليزية)
- إيفون لو رو على موقع قاعدة بيانات كرة القدم.إي يو (الإنجليزية)
- إيفون لو رو على موقع ناشيونال فوتبول تيمز (الإنجليزية)
- إيفون لو رو على موقع عالم كرة القدم.نت (الإنجليزية)